# Illja Sabarnyj
Illja Boryssowytsch Sabarnyj (ukrainisch Ілля Борисович Забарний, wiss. Transliteration Illja Borysovyč Zabarnyj, FIFA-Schreibweise nach engl. Transkription: Illya Borysovych Zabarnyi; * 1. September 2002) ist ein ukrainischer Fußballspieler, der bei Paris Saint-Germain unter Vertrag steht. Der Innenverteidiger ist seit Oktober 2020 ukrainischer Nationalspieler.

## Karriere

### Verein
Illja Sabarnyj entstammt der Jugendabteilung des Hauptstadtvereins Dynamo Kiew. Zur Saison 2020/21 wurde der Innenverteidiger in die erste Mannschaft befördert. Am 11. September 2020 (2. Spieltag) debütierte er beim 0:0-Unentschieden gegen Desna Tschernihiw in der höchsten ukrainischen Spielklasse, als er in der 36. Spielminute aufgrund taktischer Änderungen des Cheftrainers Mircea Lucescu für Oleksandr Tymtschyk in die Partie gebracht wurde.
Am 31. Januar 2023 wechselte Sabarnyi zum englischen Erstligisten AFC Bournemouth, bei dem er einen Fünfjahresvertrag unterzeichnete.
Im August 2025 wechselte er zu Paris Saint-Germain und unterschrieb dort einen Vertrag bis 2030.

### Nationalmannschaft
Im Oktober 2018 und März 2019 spielte Sabarnyj sechs Mal für die ukrainische U17-Nationalmannschaft. Seit September 2020 ist er für die U21 im Einsatz.
Am 7. Oktober 2020 debütierte er bei der 1:7-Testspielniederlage gegen Frankreich in der ukrainischen A-Nationalmannschaft.
Bei der Europameisterschaft 2021 stand er im Aufgebot der Ukraine, die im Viertelfinale gegen England ausschied.

## Erfolge
- Ukrainischer Meister: 2020/21
- Ukrainischer Supercupsieger: 2020